# Mallorca (série télévisée)
Mallorca (The Mallorca Files) est une série télévisée policière britanno-franco-allemande créée par Dan Sefton (en) et diffusée depuis le 25 novembre 2019 au Royaume-Uni sur BBC One et depuis le 22 juin 2020 en France sur France 2. Elle est diffusée dans plus de 80 pays.

## Synopsis
Totalement opposés, Miranda Blake, une inspectrice de police britannique du Metropolitan Police Service, et Max Winter, un policier allemand, sont associés par Ines Villegas, la cheffe de la police de Palma, pour résoudre les crimes, généralement ceux commis contre les membres de la communauté internationale, sur l'île de Majorque.

## Distribution
- Elen Rhys (en) (VF : Laëtitia Lefebvre) : Lieutenant Miranda Blake
- Julian Looman (de) (VF : Julien Allouf) : Lieutenant Max Winter
- Maria Fernandez Ache (VF : Zaïra Benbadis) : Ines Villegas, cheffe de la police de Palma
- Tábata Cerezo : Carmen Lorenzo, fiancée de Max
- Nacho Aldeguer (VF : Benjamin Pascal) : Federico Ramis, médecin légiste
- Carlos Olalla : Joan Lorenzo, père de Carmen
- Tanya Moodie (en) : Commissaire Abbey Palmer, supérieure de Blake à Londres

## Production

### Tournage
La série est intégralement tournée à Majorque.

### Fiche technique
- Titre original : The Mallorca files
- Titre français : Mallorca
- Création :
- Réalisation : Bryn Higgins (4 épisodes, Saison 1 2019 et 2 épisodes Saison 2 2020), Gordon Anderson (2 épisodes, Saison 1 2019), Rob Evans (2 épisodes, Saison 1 2019), Charlie Palmer (1 épisode, Saison 1 2019), Craig Pickles (2 épisodes Saison 2 2020), Christiana Ebohon-Green (2 épisodes Saison 2 2020)
- Scénario : Dan Sefton
- Décors :
- Costumes :
- Photographie :
- Montage :
- Musique :
- Casting :
- Production : Cosmopolitan Pictures, Clerkenwell Films, British Broadcasting Corporation
- Sociétés de production :
- Sociétés de distribution (télévision) : BBC One (Royaume-Uni), France 2 (France), ZDF (Allemagne)
- Budget :
- Pays d'origine :  Royaume-Uni,  France,  Allemagne
- Langue originale : anglais
- Format : couleur
- Genre : série policière
- Durée : 45 minutes

## Épisodes

### Première saison (2019)
1. Un voleur plein d'honneur (Honour Amongst Thieves)
2. Le Roi de la petite reine (King of the Mountains)
3. L'Icône de l'oligarque (The Oligarch's Icon)
4. Amours et jalousies (Number One Fan)
5. La Guerre des vignes (Sour Grapes)
6. Enterrement de vie de garçon (To Kill a Stag)
7. Symphonie de la vie et de la mort (Friend Henry)
8. Du sang dans l'arène (Death in the Morning)
9. L'Homme le plus recherché de Majorque (Mallorca's Most Wanted)
10. Télé vs réalité (Ex Factor)

### Deuxième saison (2021)
1. The Maestro
2. Son of a Pig
3. A Dish Served Cold
4. The Beautiful Game
5. The Blue Feather
6. The Outlaw Jose Rey

Dix épisodes étaient prévus. Mais le tournage a été interrompu après 6 épisodes en raison de la pandémie de Covid-19,. La diffusion a débuté le 1er février 2021 sur BBC One. Elle n'a pas encore commencé en France.
Il a été annoncé par la production, mais non confirmé, que les 4 épisodes manquant seraient intégrés à la 3e saison.

### Troisième saison (2023)
Le tournage de la troisième saison se déroule du 9 mars au 28 juillet 2023,.